# المندوب الدائم لدى الأمم المتحدة
المندوب الدائم ويسمى أحيانًا سفير الأمم المتحدة هو رئيس البعثة الدبلوماسية لدى الأمم المتحدة.
ومن بين هؤلاء، فإن أبرز الممثلين الدائمين للأمم المتحدة هم أولئك المعينون في المقر الرئيسي في مدينة نيويورك. ومع ذلك، تقوم الدول الأعضاء أيضًا بتعيين ممثلين دائمين في مكاتب الأمم المتحدة الأخرى في جنيف وفيينا ونيروبي.
العديد من الدول، بما في ذلك الولايات المتحدة، تسمي ممثلها الدائم للأمم المتحدة «سفراء الأمم المتحدة». على الرغم من أن الممثل الدائم يحمل الرتبة الدبلوماسية المكافئة للسفير (أو رئيس البعثة أو المفوض السامي)، إلا أنه معتمد لدى منظمة دولية، وليس لرئيس دولة (كما سيكون سفير الدولة) أو رئيس الحكومة (كمفوض سام).

## ممثلين في مجالس الأمم المتحدة
بعض الدبلوماسيين يمثلون ممثلين في مجالس الأمم المتحدة، مثل المجلس الاقتصادي والاجتماعي التابع للأمم المتحدة.

## سفراء النوايا الحسنة
لليونسكو مندوبين دائمين يترأسون البعثات الدبلوماسية لدى المنظمة، وليس ممثلين دائمين. ومع ذلك، هناك أيضًا سفراء النوايا الحسنة لليونسكو، مثل العديد من المشاهير الأمريكيين الذين يعملون كسفير اليونسكو للنوايا الحسنة لدولة معينة. للمفوضية السامية لشئون اللاجئين سفراء مماثلون للنوايا الحسنة.
يُطلق على الممثل الدائم للأمم المتحدة أحيانًا اسم سفير لدى الأمم المتحدة، أو نادرًا ما يكون سفيرًا دائمًا للأمم المتحدة، لتمييز المنصب عن كونه سفير النوايا الحسنة لليونسكو. ومع ذلك، مرة أخرى، فإن مصطلح «سفير» يستخدم بشكل أكثر شيوعًا لوصف المسؤولين الحكوميين في كل دولة الذين تم تعيينهم للتعامل مع بعض الشؤون مع دولة أخرى.